# Tommaso Campanella
Tommaso Campanella (5. září 1568 Stilo – 21. května 1639 Paříž) (křtěný jako Giovanni Domenico Campanella) byl italský filosof, teolog, astrolog a básník.

## Život
Narodil se v obci Steniano u města Stilo v jihoitalské Kalábrii jako zázračné dítě v rodině negramotného ševce. Před patnáctým rokem života vstoupil do řádu dominikánů, kde přijal jméno Tommaso (ital. Tomáš) na počest Tomáše Akvinského. Věnoval se zejména studiu antické a církevní tradice. Jeho největší zájem posléze upoutal jeho krajan Bernardino Telesio, který byl v opozici k aristotelské filosofii přírody.
Campanellův zájem o Telesia a zejména studium přírody se odrazil v jeho vystoupení proti Martovi. G. A. Marta byl právník a peripatetik, který deset let pracoval na díle Propugnaculum Aristotelis, obhajující Aristotela proti Telesiovi. Tommaso však během pouhých sedmi měsíců připravil jako odpověď svůj první spis Philosophia sensibus demonstrata.

Na Campanellův život mělo obrovský vliv náhodné setkání s židem Abrahamem, který mu předpověděl mesiášskou úlohu, které Tommaso bezpodmínečně uvěřil.[zdroj?] Dále pak víme, že Campanella věřil v astrologické předpovědi a kupříkladu i v existenci démonů, apod. Campanellovy názory uveřejněné v jeho prvním díle Philosophia sensibus demonstrata jej přivedly do konfliktu s církevními autoritami. Jeho díla byla zaslána k přezkoumání do Sancta officia (Svatého úřadu). Byl obviněn z „pythagorejských názorů“ a ze styků s jakýmsi judaistickým popíračem Krista. Tato obvinění byla natolik závažná, že byl předvolán do Říma, kde byl vězněn až do roku 1597.

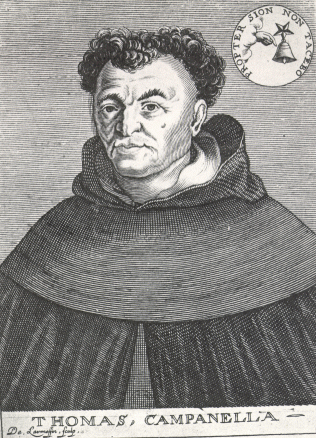
Tommaso Campanella

Po svém propuštění se vrátil do rodné Kalábrie, kde se účastnil spiknutí proti španělské vládě. Campanella pod vlivem různých proroctví, mezi nimi i Jáchyma z Fiore a vlastními astrologickými pozorováními, začíná hlásat konec světa, přicházející zlatý věk a nové království. Sám vystupuje jako prorok a mesiáš. Povstání plánované na 10. září 1599 bylo tvrdě potlačeno a Campanella obžalovaný nejen z politického zločinu, ale i z kacířství musí opět čelit inkvizici. Ve své obhajobě se odvolával především na svůj spis De monarchia Hispanica. Nic z jeho obrany však nezabíralo, až se mu nakonec podařilo uniknout trestu smrti tím, že předstíral šílenství.
Ve vězení strávil dlouhých 27 let. Během věznění napsal většinu nejdůležitějších děl. Monarchie ve Španělsku (1600), Politické aforismy (1601), Atheismus Triumphatus (1605–1607), Quod reminiscetur (1606?), Metaphysica (1609–1623), Theologia (1613–1624), a jeho nejslavnější dílo Sluneční stát (1602). Ve vězení napsal mimo jiné i spis Obrana Galilea v době, kdy Galileo Galilei byl povolán před soud, ve víře, že by mu obhájení Galileových názorů pomohlo v jeho případu.
Campanella byl konečně propuštěn v roce 1626 díky papeži Urbanu VIII., který osobně intervenoval u Filipa IV. Španělského. Byl převezen do Říma a v roce 1629 získal úplnou svobodu. Žil pět let v Římě, kde byl papežovým osobním rádcem ve věcech astrologie.
V roce 1634 po dalším odhaleném spiknutí jeho následovníků v Kalábrii prchá do Francie s pomocí kardinála Barberiniho a francouzského velvyslance de Noailles. Byl přijat u dvora Ludvíka XIII. Dožil v klášteru Saint Honoré pod ochranou kardinála Richelieua, pobíraje penzi od krále. Jeho posledním dílem byla báseň oslavující budoucí narození Ludvíka XIV. (Ecloga in portentosam Delphini nativitatem).

## Dílo
Tommaso Campanella se pokusil o univerzální přírodně filozofickou syntézu zahrnující nejdůležitější otázky filozofie, konkrétních přírodních a humanitních věd i program všeobecných sociálně politických přeměn, založený na principech utopického komunizmu. Na rozdíl od většiny renesančních myslitelů vystupuje Campanella nejen proti scholastickému aristotelismu (v jeho tomistické a averroistické tradici), ale i proti přílišnému obdivu k antickému filozofickému dědictví. Proti tradici stavěl vědecký a technický pokrok evropských národů. Nové objevy a vynálezy vyžadují, aby byly radikálně obnoveny vědy a rozhodně odmítnuty starověké autority. Campanella odmítá nároky, jež si scholastická tradice činila na pravdu, a vypracovává učení o „dvou knihách“, které je osobitou modifikací středověké koncepce „dvou pravd“.

### Philosophia sensibus demonstrata(1592)
Campanellův první spis vydaný jako odpověď proti dílu J. A. Marta Propugnaculum Aristotelis, ve kterém obhajuje Telesiovy názory proti Aristotelovi. Je zajímavé, že zatímco většina tehdejších filosofů zastávala panteismus, Campanella stejně jako Telesio byl deista. Ve většině dalších otázek patřil Tommaso k typickým renesančním přírodním filosofům 16. století.

### De monarchia christianorumaDe regimine ecclesiae(1594–1595)
Tato díla, která nenavazují na předchozí vývoj u Tommasa, byla zjevně napsána vzhledem k jeho třetímu procesu, s cílem získat si přízeň papeže, kterému jsou věnována. Obhajují a propagují nároky církve nad státem a papeže nad panovníkem.

### Monarchie ve Španělsku(1600)
Tato Campanellova práce hodnotí pozitivně význam a vládu Španělska, s tím, že pouze dva faktory tvoří výjimku a to: Řím a příroda, jelikož Tommaso zastával takzvanou přirozenou teologii. Jeho spis také naplňuje řada proroctví, v nichž hlásá zlatý věk, ve kterém "panství bude kněžské a papež, nejvyšší kněz, se stane vládcem nad celým světem a všichni králové se mu podrobí." V souvislosti s tím napsal i spisek Articuli prophetales.

### Atheismus triumphatus(1605–1607)
Campanella sám popisuje práci jako "svazek proti politikům a Machiavelistům". Ústředním bodem práce je jeho polemika proti nutnosti státu a Machiavelliho pojetí náboženství jako politického vynálezu, užitečné "beletrie" navržené kněžími a knížaty k získání a udržení moci. Tato polemika je spojena s nutností provést dalekosáhlé racionální zkoumání, které přechází v přezkoumávání a vyhodnocování všech náboženských vyznání a filosofické doktríny s cílem dokázat, že náboženství, na rozdíl od toho co si politici myslí, je "přirozená ctnost" vložená do lidské bytosti. Dalším motivem tohoto výzkumu je zjistit vztah mezi přirozeným náboženstvím a křesťanstvím, což vede k závěru, že mezi křesťanským a přirozeným právem není žádný konflikt, ale naopak hluboká a zásadní shoda.
První kapitola se chová jako úvod a stanovuje různé způsoby vyrovnání se s náboženstvím. Od samého počátku stojí v popředí tváří v tvář filosofové a politici. Politici popírají Boha a přirozenost, a tvrdí, že všechna náboženství jsou politického původu. Takové doktríny založené na sebelásce je velmi obtížné vymýtit, protože odmítají jakýkoliv dialog, uzavření v rámci jejich arogantní jistoty, že mají pravdu. Diametrálně odlišní k nim jsou filosofové, kteří věří, že existuje jen jediná pravdivá a jistá pravda, která je společná pro všechny.
Druhá kapitola pojednání je jedna z nejslavnějších a nejdiskutovanějších. Obsahuje hustou řadu argumentů proti náboženství obecně a zejména pak proti křesťanství. Tyto námitky jsou prezentovány v tak surové podobě, že vyvolali zmatek a úzkost jak v katolických, tak v protestantských táborech ještě před tím, než byla kniha vůbec publikována. Poté, co byly uvedeny námitky, odpovědi na ně jsou uvedeny v samostatných a uzavřených kapitolách.

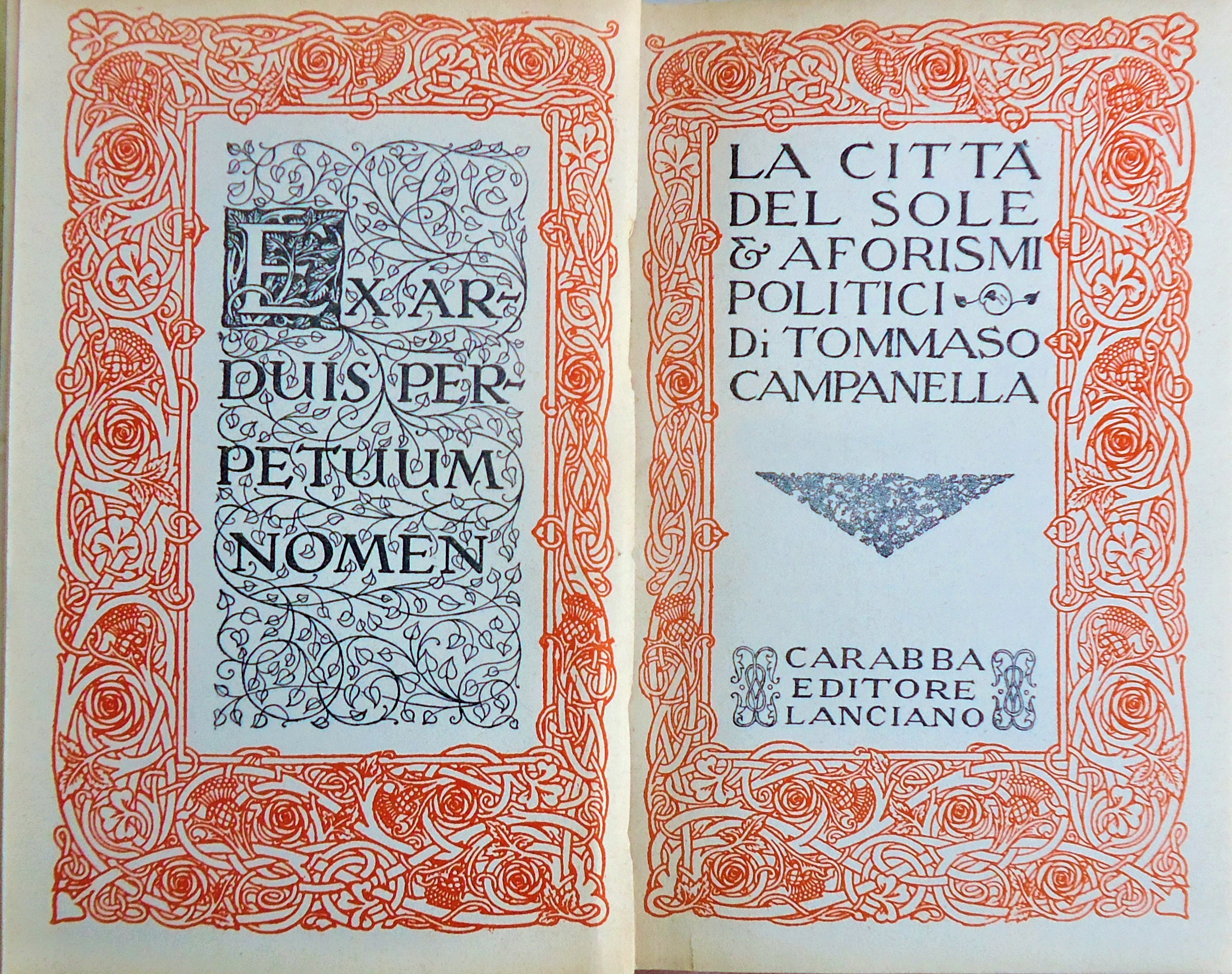
Tommaso Campanella, La Città del Sole, Carabba, 1915

Ostatní kapitoly první části jsou věnovány prokazování, že náboženství je přirozené a neodmyslitelné v každém aspektu přírody, která je výrazem božské zručnosti. Od axiomu existence Boha jako důvodu a moudrosti rozptýlené v každém aspektu skutečnosti, lze odvodit známky týkající se trojice, která září z každé přirozené entity, rozumnost vtělení, vliv přirozenosti ve světě, což je dějiště a podobizna božství, neexistenci smrti a relativitu zla, které je spojené s nebytím a samo o sobě nutné pro rozlišování mezi věcmi, hlubokou solidaritu lidské bytosti s přírodou, ale zároveň jejich vlastní božství a věhlas, které jim umožňuje povýšit se do vyššího světa. Další na řadu přichází problém nesmrtelnosti duše, který zcela jistě dorazil na cestu, která je odlišné od Aristotelské tradice a že trvá na rozlišovacích schopnostech člověka jako jediné bytosti schopné překonat své vlastní přirozené hranice a získat povědomí o jejich vztahu k nekonečnu. V deváté kapitole Campanella potvrzuje vůči jakémukoliv skeptickému názoru, že existence mnoha falešných náboženství, není dostatečným důvodem pro to, že všechna náboženství jsou v zásadě falešná, stejně jako nedostatek dovedností na straně mnoha lékařů neprokazuje faleš medicíny. Pokud je pravda, že existují rozdíly mezi různými náboženstvími, je také pravda, že lidské bytosti mají přirozený sklon k spravedlnosti a životu v náboženství a že náboženství je část zákonů přírody. Potvrzení toho, že náboženství je přirozené, nám ukazuje, že je nezbytným základem a pojivem, každé politické organizace, která by bez něj nebyla schopna přežít. Ústřední kapitoly se pak snaží dokázat, že pozitivní zákony nejsou nic než jen součást stejného primárního zákona přírody, protože pokud jsou rozumné a spravedlivé, podílejí se na slovu Božím, zdroji veškeré racionality a ctností. Pokud tedy existuje jenom jeden přirozený zákon, a to závisí na unikátnosti věčného zákona, pak všichni lidé, kteří žijí podle důvodu, jsou implicitně i explicitně křesťany. Křesťanství není jen jednou z mnoha sekt, ale spíše jako vysvětlení Božího slova, vyplňuje a zdokonaluje nadpřirozená dogmata víry, které nejsou cizí racionalitě a přírodě. Z křesťanství, ať už z důvodu své jednoduchosti a univerzálnosti morálního poselství, nebo proto, že jeho ceremoniální aparát zdokonaluje a doplňuje přírodu, se vyklube náboženství, které je nejvíce v souladu s přírodou a tudíž otvírá možnost sjednotit všechny víry v jedno univerzální náboženství společné pro všechny národy.
Toto dílo si za 30 let, které uběhli od jeho napsání, až do vydání v roce 1636 prošlo velmi krušným vývojem. Problémy s publikováním začínaje a obviněním z pelagianismu konče. Jeho konečná verze byla vydána v Paříži s věnováním Ludvíku XIII.

### Quod reminiscetur(1606?)
V tomto díle Campanella apeluje na členy všech náboženství světa s cílem přesvědčit je k upuštění od iracionálního uvažování a spojit se v křesťanské racionalitě.

### Metaphysica(1609–1623)

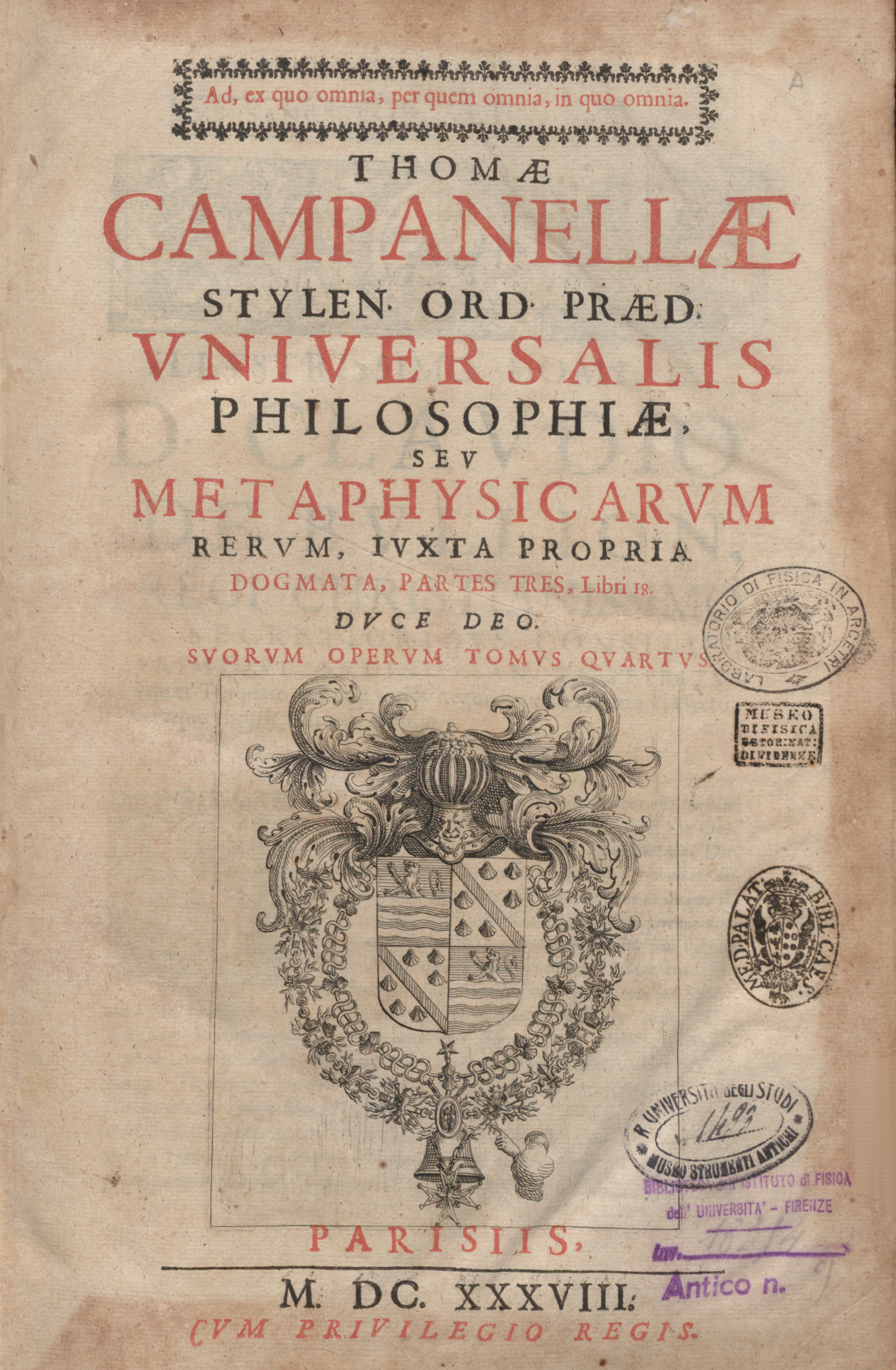
Metaphysica, 1638

Teologické pojednání o třiceti svazcích, jehož publikování započalo v polovině 19. století a stále probíhá. Jedná se o rozsáhlou a složitou práci, ve které se snoubí všechny jeho nejdůležitější myšlenky a ve které uvádí svou doktrínu "primalitates", ustavující principy nejvyššího bytí a všech ostatních stvořených bytostí. Bůh, první nekonečná příčina, má v podstatě obsaženy principy lásky, moci a moudrosti nekonečným způsobem. Každá konečná bytost je složena z těchto stejných primalitates, ale ve způsobu a proporcích, které jsou omezené a diferencované. Nicota neexistuje v Bohu ani mimo něj, ale on ji používá, aby vybudoval konečnost a rozlišovací schopnosti bytostí.
Po vysvětlení doktríny primalitates přijdou na řadu tři velké vlivy: nutnost, osud a harmonie, což jsou prostředky, které přenáší božskou ideu, ve všech jejích nekonečných stupních, na tento svět a věci. Ve světle těchto doktrín Campanella přezkoumává základní otázky, jako je vztah mezi nutností a nahodilostí, mezi lidskou svobodou, osudem a prozřetelností, stejně jako problémy týkající se zla a hříchu.

### Sluneční stát(1602–1623)
Campanella v díle Sluneční stát popisuje silně rovnostářský, beztřídní, soběstačný městský stát řízený osvícenými kněžími a filozofy (sofokracie) s přísnou reglementací života, kolektivním plánováním, společenskou organizací práce a všeobecnou vzdělaností.

### Obrana Galilea(1616)
Spis vydaný v době Galileova procesu. Když kardinál Bellarmin, oznámil, že učení o pohybu Země odporuje Písmu, vystoupil Campanella se svou Obranou Galilea, kde dokazoval, že Bůh a příroda i způsoby jejich poznání si neodporují a ani nesmí odporovat.

## Česká vydání
- Sluneční stát, Jan Laichter, Praha 1934, přeložil Maxmilián Ryšánek.
- Sluneční stát, Rovnost, Praha 1951, přeložili Jiřina a Otakar Mohylovi, znovu Mladá fronta, Praha 1970 a 1979.

## Primární literatura
- Aforismi politici, ed. L. Firpo (Turin: Istituto Giuridico dell'Università, 1941).
- Apologia pro Galileo/A Defense of Galileo, ed. R. J. Blackwell (Notre Dame: University of Notre Dame Press, 1994); Apologia pro Galileo/Apologie pour Galilée, ed. M.-P. Lerner (Paris: Les Belles Lettres, 2001); ed. M.-P. Lerner, Ital. transl. by G. Ernst (Pisa: Edizioni della Normale, 2006).
- Articuli prophetales, ed. G. Ernst (Florence: La Nuova Italia,1977).
- Atheismus triumphatus (Paris: T. Dubray, 1636); L'ateismo trionfato, ed. G. Ernst, 2 vols (Pisa: Edizioni della Normale, 2004).
- La città del Sole, ed. L. Firpo; new ed. G. Ernst and L. Salvetti Firpo (Rome and Bari: Laterza, 1997).
- Epilogo magno, ed. C. Ottaviano (Rome: Reale Accademia d'Italia, 1939).
- Lettere, ed. V. Spampanato (Bari: Laterza, 1927); ed. G. Ernst (Florence: Olschki, 2010).
- Medicinalium libri VII (Lyon: I. Pillehotte, 1635).
- Metaphysica (Paris: D. Langlois, 1638); facsimile ed. L. Firpo (Turin: Bottega d'Erasmo, 1961).
- Monarchie d'Espagne et Monarchie de France, ed. G. Ernst, French transl. S. Waldbaum and N. Fabry (Paris: Presses Universitaires de France, 1997).
- La monarchia del Messia, ed. V. Frajese (Rome: Edizioni di Storia e Letteratura, 1995); Monarchia Messiae, ed. P. Ponzio, French transl. V. Bourdette (Paris: Presses Universitaires de France, 2002).
- Opera latina Francofurti impressa annis 1617–1630, facsimile ed. L. Firpo (Turin: Bottega d'Erasmo, 1975); two volumes containing: I, Prodromus philosophiae instaurandae (ed. 1617), De sensu rerum et magia (ed. 1620), Apologia pro Galileo (ed. 1622); II, Philosophia realis epilogistica (ed. 1623),
- Astrologicorum l. VII (ed. 1630).
- Opere letterarie, ed. L. Bolzoni (Turin: Utet, 1977).
- Opuscoli astrologici. Come evitare il fato astrale; Apologetico; Disputa sulle Bolle, ed. G. Ernst (Milan: Rizzoli, 2003).
- Philosophia rationalis (Paris: I. Dubray, 1638).
- Philosophia realis (Paris: D. Houssaye, 1637).
- Philosophia sensibus demonstrata, ed. L. De Franco (Naples: Vivarium, 1992).
- Le poesie, ed. F. Giancotti (Turin: Einaudi, 1998).
- Quod reminiscentur et convertentur ad Dominum universi fines terrae, ed. R. Amerio, books I–II, (Padua: Cedam, 1939); book III: Per la conversione degli Ebrei (Florence: Olschki,1955); book IV: Legazioni ai Maomettani (Florence: Olschki, 1960).
- De sensu rerum et magia (Frankfurt: G. Tampach, 1620; Paris: L. Boullenger, 1636; Paris: J. Dubray, 1637); Del senso delle cose e della magia, ed. A. Bruers (Bari: Laterza, 1925); ed. G. Ernst (Roma-Bari: Laterza, 2007).
- Syntagma de libris propriis et recta ratione studendi, ed. V. Spampanato (Milan and Florence: Bestetti e Tumminelli, 1927); Sintagma dei miei libri e sul corretto metodo di apprendere/ De libris propriis et recta ratione studendi syntagma, ed. G. Ernst (Pisa and Rome: Fabrizio Serra Editore, 2007).
- Theologicorum libri, ed. R. Amerio and M. Muccillo (Rome: Centro di Studi Umanistici, 1949– ).
- Tommaso Campanella, ed. G. Ernst, introd. N. Badaloni (Rome: Il Poligrafico e Zecca dello Stato, 1999) [an anthology of 16 texts].
- Tutte le opere. I. Scritti letterari, ed. L. Firpo (Milan: Mondadori, 1954) [the only volume published; it contains Le poesie, the Philosophia rationalis (except for the Dialectica) with an Italian translation,].[6]

## Sekundární literatura
v češtině
- GORFUNKEL, Aleksandr Chaimovič, 1987. Renesanční filozofie (původním názvem: Filosofija epochi vozroždenija). Překlad : Otto Vochoč. 1. vyd. Praha: Svoboda. 377 s. Kapitola XII „Přírodně filozofická syntéza Tommasa Campanelly“, s. 311–338.
- SOKOLOV, Vasilij, 1976. Filosofie v západoevropských zemích v období přechodu od feudalismu ke kapitalismu (XV. až počátek XVII. století). In: JOVČUK, M. T.; OJZERMAN, T. I.; ŠČIPANOV, I. J. Dějiny filosofie. 2., přepracované vyd. Praha: Svoboda. S. 135–154.

v cizích jazycích
- Amabile, Luigi (1882), Fra Tommaso Campanella, la sua congiura, i suoi processi e la sua pazzia (Naples: Morano), 3 vols.
- Fra Tommaso Campanella ne' castelli di Napoli, in Roma ed in Parigi (Naples: Morano), 2 vols,(1887).
- Amerio, Romano (1972), Il sistema teologico di Tommaso Campanella (Milan and Naples: Ricciardi).
- Badaloni, Nicola (1965), Tommaso Campanella (Milan: Feltrinelli).
- Blanchet, Léon (1920), Campanella (Paris: Alcan).
- Bock, Gisela (1974), Thomas Campanella. Politisches Interesse und Philosophische Spekulation (Tübingen: M. Niemeyer).
- Bonansea, Bernardino (1969), Tommaso Campanella. Renaissance Pioneer of Modern Thought (Washington D.C.: The Catholic University of America Press)
- Canone, Eugenio and Ernst, Germana (eds.) (2006, 2010), Enciclopedia Bruniana e Campanelliana(Pisa and Rome: Fabrizio Serra), 2 vols .
- Corsano, Antonio (1961) Tommaso Campanella (Bari: Laterza); (2001), new ed. by D. M. Fazio (Galatina: Congedo)
- Cro, Stelio (1979), Tommaso Campanella e i prodromi della civiltà moderna (Hamilton: The Symposium Press).
- De Mattei, Rodolfo (1934), Studi campanelliani (Florence: Sansoni).
- Di Napoli, Giovanni (1947), Tommaso Campanella, filosofo della restaurazione cattolica (Padua: Cedam).
- Ducros, Franc (1969), Tommaso Campanella pote (Paris: Presses Universitaires de France).
- Delumeau, Jean (2008), Le mystère Campanella (Paris: Fayard).
- Ernst, Germana (1991), Religione, ragione e natura: ricerche su Tommaso Campanella e il tardo Rinascimento (Milan: Franco Angeli).
- ––– (2002a), Il carcere il politico il profeta. Saggi su Tommaso Campanella (Pisa and Rome: Istituti Editoriali e Poligrafici Internazionali).
- ––– (2002b), Tommaso Campanella: il libro e il corpo della natura (Bari and Rome: Laterza); Tommaso Campanella: Le livre et le corps de la nature (2007), French transl. by Rebecca Lenoir (Paris: Les Belles Lettres); Tommaso Campanella: The Book and the Body of Nature (2010), Engl. transl. by David Marshall (Dordrecht: Springer).
- Ernst, Germana and Fiorani, Caterina (eds.), (2008) Laboratorio Campanella. Biografia. Contesti. Iniziative in corso (Rome: L'Erma di Bretschneider).
- Firpo, Luigi (1947), Ricerche campanelliane (Florence: Sansoni).
- ––– (1998), I processi di Tommaso Campanella, a cura di E. Canone (Rome: Salerno).
- Frajese, Vittorio (2002), Profezia e machiavellismo: il giovane Campanella (Rome: Carocci).
- Giornata Luigi Firpo 3rd (1998), Tommaso Campanella e l'attesa del secolo aureo (1 Marzo 1996) (Florence: Olschki).
- Hagengruber, Ruth (1994), Tommaso Campanella: Eine Philosophie der Ähnlichkeit, (Sankt Augustin: Academia Verlag).
- Headley, John M. (1997), Tommaso Campanella and the Transformation of the World (Princeton: Princeton University Press).
- Lerner, Michel-Pierre (1995), Tommaso Campanella en France au XVII sicle (Naples: Bibliopolis).
- Mönnich, Michael (1990), Tommaso Campanella: Sein Beitrag zur Medizin und Pharmacie in der Renaissance (Wissenschafliche Verlagsgesellschaft: Stuttgart).
- Palumbo, Margherita (2004), La Città del Sole. Bibliografia delle edizioni (1623–2002) (Pisa and Rome: Istituti Editoriali e Poligrafici Internazionali).
- Ponzio, Paolo (2001), Tommaso Campanella. Filosofia della natura e teoria della scienza (Bari: Levante).
- Walker, Daniel Pickering (1958), Spiritual and Demonic Magic from Ficino to Campanella (London: Warburg Institute).[1]